# Montes Chugach
Os montes Chugach são uma cordilheira no Alasca, Estados Unidos, cujo ponto mais elevado é o monte Marcus Baker, com 4016 m de altitude. Fazem parte do sistema montanhoso do Pacífico. Estendem-se ao longo de 402 km e chegam a ter 97 km de largura.
A sua localização ao longo do Golfo do Alasca garante quedas de neve intensas, com média anual de 1500 cm.